# Schloss Saint-Florent-sur-Cher

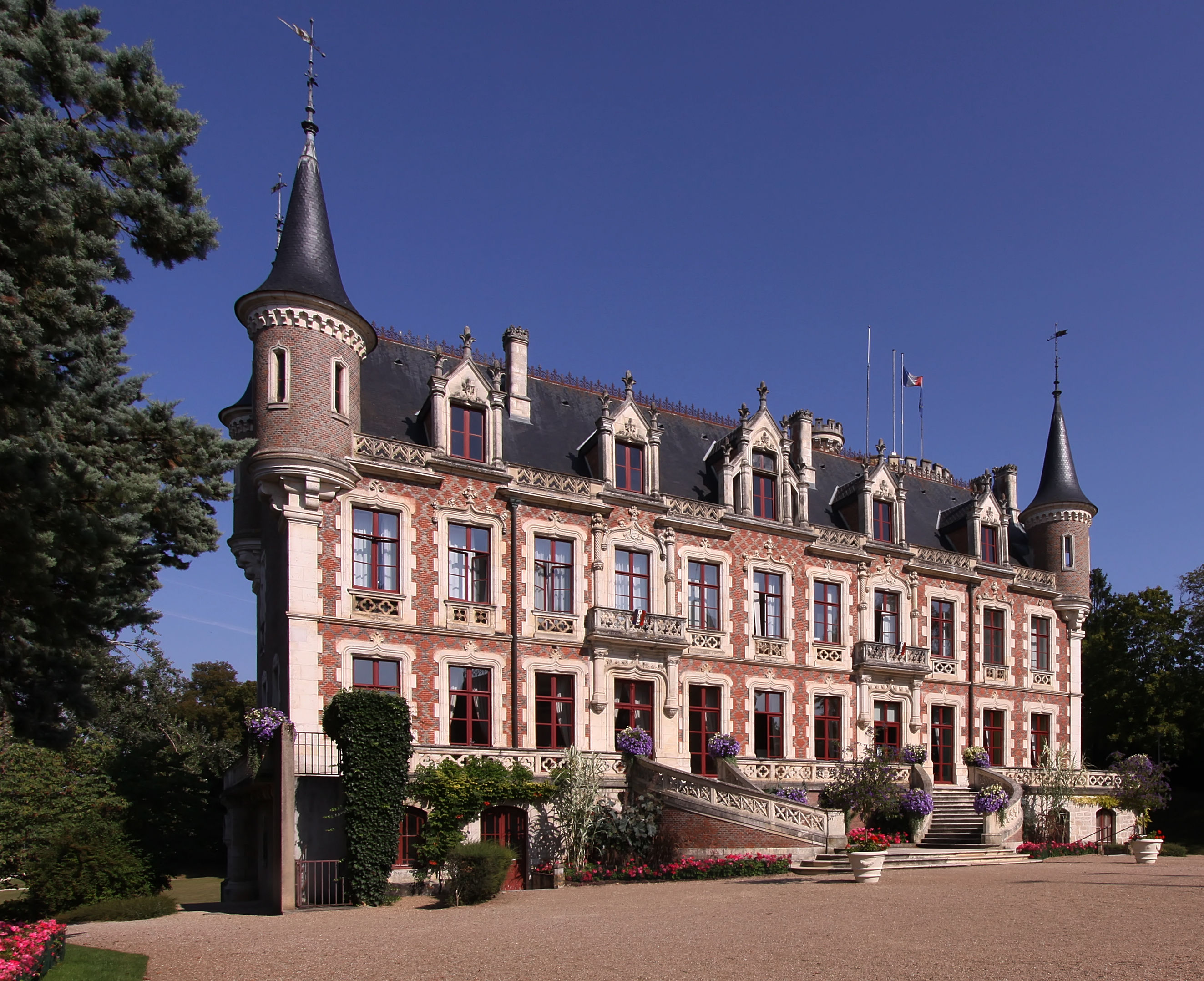
Schloss Saint-Florent-sur-Cher

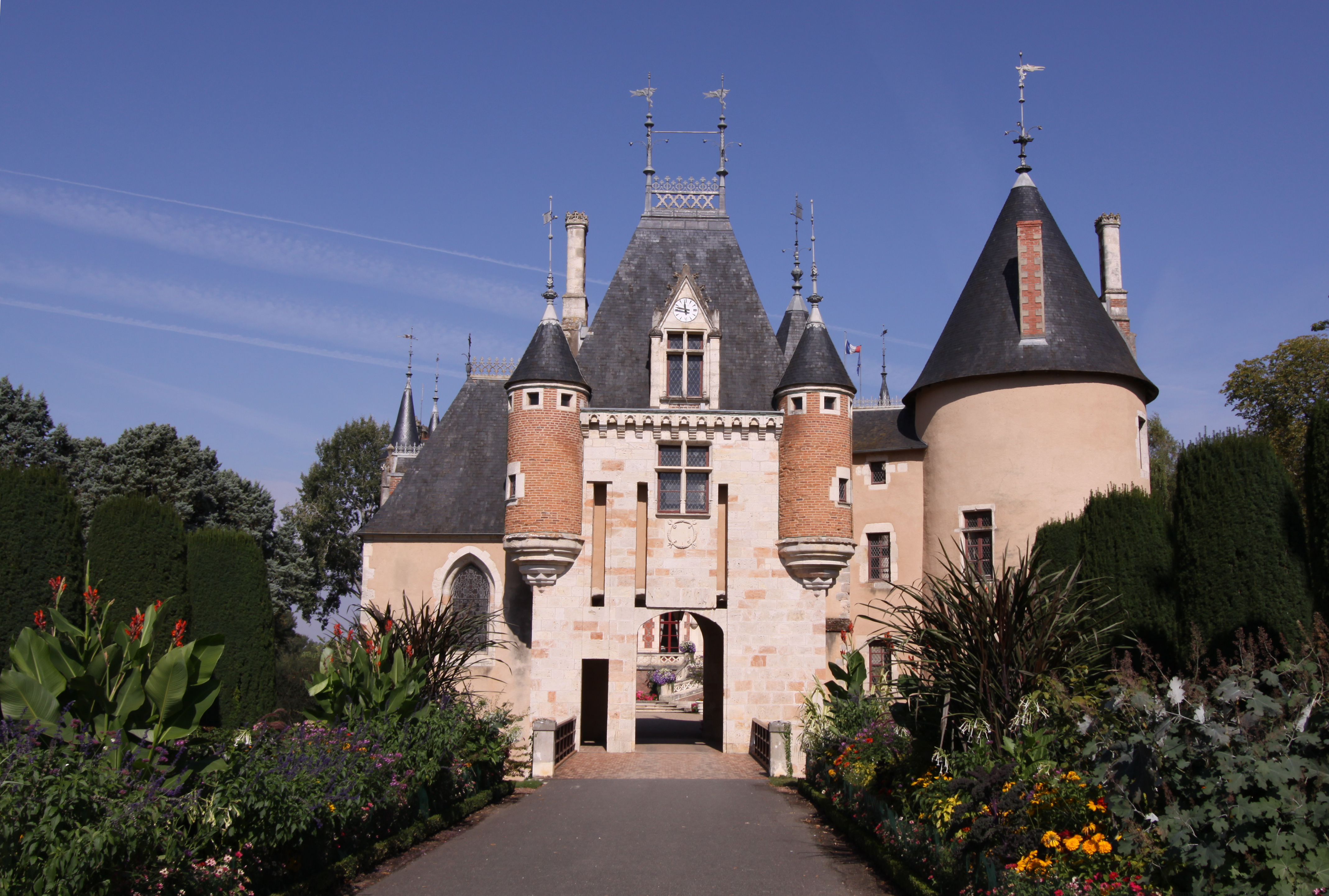
Torhaus

Das Schloss Saint-Florent-sur-Cher liegt in der Gemeinde Saint-Florent-sur-Cher im französischen Département Cher. Seit 1936 sind das Bauwerk und Teile des Anwesens im Besitz der Kommune, die das Schloss als Rathaus und das Grundstück am Cher als öffentliche Parkanlage nutzt. Das Torhaus sowie die Schlosskapelle seit Januar 1936 als Monument historique unter Denkmalschutz.

## Geschichte
Schon im Mittelalter kontrollierte hier, an einer alten Römerstraße von Bordeaux nach Bourges, eine Burg den Übergang über den Cher. Im 13. Jahrhundert verkaufte Jean des Barres, Seigneur von La Guerche, die Burg und ihre Ländereien, die fortan zu Bourges gehörten. In der Folge entstand hier ein Zentrum für die königliche Marine mit Häfen auf beiden Seiten der Brücke.
In der Zeit des Hundertjährigen Kriegs musste die Burg viele Belagerungen über sich ergehen lassen, die nur wenig von der Anlage übrig ließen. Im späten Mittelalter wurde sie jedoch wieder aufgebaut und um 1562 erneut restauriert. Im 17. Jahrhundert erwarb Henri II., prince de Condé, die Seigneurie Saint-Florent. Ihm folgte sein Sohn, Louis II. de Bourbon, der jedoch 1686 im Bürgerkrieg fiel.
Bis zum Ende des 19. Jahrhunderts wechselte das Anwesen häufig den Besitzer. 1880 erwarb es M. Brunet und verwendete seine Zeit und sein Geld darauf, das Gebäude aus dem Mittelalter in ein elegantes Schloss im Stil der Zeit Ludwigs XII. umzubauen. Nur das Torhaus blieb dabei weitgehend verschont. Das an einen Rundturm aus dem 15. Jahrhundert gelehnte Hauptgebäude besticht durch seinen attraktiven, weiß abgesetzten Verbund aus Ziegeln, seine große Terrasse mit Balustrade und seine prächtige doppelläufige Freitreppe.